# Termika
Termika pomeni steber dvigajočega se zraka; pri tem pojavu gre v bistvu za konvekcijo. Nastane tako, da sonce ogreva tla, od katerih se ogreje tudi zrak nad tlemi. Pri tem pojavu se toplejši zrak dviga in se pri tem ohlaja. Dviganje se zaustavi, ko se dvigajoči se zrak ohladi na temperaturo okoliškega zraka. Včasih (predvsem poleti) pa so pogoji taki, da termično dviganje seže do velikih višin, kar povzroči nastanek nevihtnih oblakov - kumulonimbusov.
Na velikost in jakost termike vplivajo predvsem dogajanja v spodnji plasti atmosfere, v troposferi. Termično dviganje je precej izrazito ob prehodu hladne fronte, ko se pojavi plast hladnejšega zraka nad ogreto površino tal. Močna termika nastaja tudi ob prisojnih pobočjih, kjer zrak med dviganjem drsi ob pobočju in se tako ogreva od celotnega pobočja. 
Termično dviganje zraka je po navadi možno najti pod kumulusi, ki se smatrajo kot indikatorji termike, saj tam zaradi ohlajevanja dvigajočega se zraka prihaja do kondenzacije vodne pare, zaradi česar nastane oblak.
Seveda pa ni nujno, da nad vsakim termičnim dviganjem nastane kumulus. Če je zrak dovolj suh ali če se npr. zaradi inverzije ne dvigne do višine, kjer nastanejo oblaki (glej temperatura rosišča), oblaki ne nastanejo. Takrat govorimo o t. i. modri oz. suhi termiki, ki jo je zaradi odsotnosti kumulusov težje najti.
Ko termično dviganje preneha, kumulusi ne prejemajo več zaloge vlažnega zraka in zato začnejo razpadati, za kar porabljajo toploto zraka okrog sebe. To običajno povzroči močno spuščanje zraka pod njimi.
V primeru visoke vlažnosti kumulusi razpadajo izredno počasi. Ker oblačna plast zaustavi sončno obsevanje tal, lahko pride do zadušitve termike.
Jakost termike je med drugim odvisna od tipa in naklona tal, ki jih obseva sonce. Najbolj se ogrejejo temna tla, ki vpijejo večji del sončnega sevanja in so obenem zaščitena pred vetrom (npr. preorane njive, gosti posevki, zavetrne lege v hribih, iglasti gozdovi) in tereni, na katere sonce sveti praktično pravokotno (v naših zemljepisnih širinah je to možno na prisojnih gorskih pobočjih).
Na nastanek termike ima predvsem v ravnih predelih pomembno vlogo veter, ki povzroči, da se baloni toplega zraka ob spremembi površine terena odlepijo od tal. Če pa je veter premočan, pa se topel zrak pomeša s hladnejšim zrakom in dviganje zato oslabi.
Poleg vetra pa na dvig toplega zraka od tal vplivajo tudi t. i. termični sprožilci, ki pomagajo sprožiti odlepljanje toplega zraka od tal. Kot termični sprožilci lahko nastopajo neravnine na ravnem terenu (manjše vzpetine, zgradbe, naselja, gozd,...), vrh grebena ali vzpetine, police in druge nepravilnosti na gorskem pobočju, meja površin z različnimi temperaturami, itd.
Ko se topel zrak odtrga od tal, se začne dvigati v obliki balonov toplega zraka ali stebrov, ki pa v veliki večini primerov niso idealno homogeni, saj se topel zrak meša s hladnim zrakom iz okolice in na tak način nastanejo področja z različno hitrostjo dviganja zraka, ki jih obdaja področje spuščajočega se zraka. Ravno tako na dvigajoč se zrak vpliva veter, ki povzroči zanos termičnih stebrov (posebej izrazit efekt, ko se hitrost vetra z višino močno spreminja).
Ta pojav je eden od načinov, ki omogoča pilotom jadralnih letal pridobivanje višine.